# يوري كوليشوف
يوري كوليشوف (بالروسية: Кулешов, Юрий Владимирович)‏ هو لاعب كرة قدم روسي في مركز الوسط، ولد في 12 أبريل 1981 في ريازان في روسيا. لعب مع توربيدو موسكو وموردوفيا سارانسك.

## وصلات خارجية
- يوري كوليشوف على موقع قاعدة بيانات كرة القدم.إي يو (الإنجليزية)
- يوري كوليشوف على موقع Soccerway.com (الإنجليزية)